# Euphorbia paniculata
Euphorbia paniculata é uma espécie de planta com flor pertencente à família Euphorbiaceae. Trata-se de uma espécie hemicriptófita ou caméfita cujos habitats preferenciais são lugares húmidos junto de marismas.
Euphorbia paniculata foi descrita por René Louiche Desfontaines e publicada em Flora Atlantica 1: 386. 1798.
Não se encontra protegida por legislação portuguesa/da Comunidade Europeia.
A IUCN indica que o estado de conservação desta espécie é Pouco preocupante (LC).

## Distribuição
Trata-se de um endemismo da Península Ibérica e também do Norte de África. Os países onde pode ser encontrada são a Argélia, Marrocos, Tunísia, Portugal e Espanha.

## Subespécies
A base de dados The Plant List indica as seguintes subespécies:
- Euphorbia paniculata subsp. monchiquensis (Franco & P.Silva) Vicens, Molero & C.Blanché[6]
- Euphorbia paniculata subsp. paniculata
- Euphorbia paniculata subsp. welwitschii[7]

As três subespécies podem ser encontradas em Portugal Continental, a primeira na zona sudoeste, a terceira na zona Oeste.